# Olympijský národní les
Olympijský národní les se nachází v americkém státě Washington, kde zabírá půdu o rozloze 2 564 km², v sousedství Olympijského národního parku a Olympijského pohoří. Leží v okresech Clallam, Grays Harbor, Jefferson a Mason a skládá se z různých typů krajiny, od mírných olympijských deštných pralesů přes mořský fjord Hoodův kanál až po vrcholy hor, jako například Mount Washington.
Roční srážky v lese dosahují v průměru 5,6 metru, což podporuje vodní toky, jako například řeku Humptulips.
Les byl původně vytvořen v roce 1897 jako Olympijská lesní rezervace a o deset let později byl přejmenován do nynějšího stavu. Studie Správy lesů Spojených států amerických z roku 1993 zjistila, že celková rozloha pralesa v národním lese činí 1 080 km². Les je rozdělen na dva rangerské okrsky. Jeden se nachází při pobřeží Tichého oceánu, druhý na břehu Hoodova kanálu.
Administrativní sídlo lesa se nachází v Olympii, zatímco stanice rangerů se nacházejí ve městech Forks, Quinault a Quilcene. V roce 2005 byla zavřena stanice v Hoodsportu, jejíž budova nyní slouží pro místní obchodní komoru.
Mezi další obce, které jsou nedaleko lesa, patří Port Angeles, Sequim a Amanda Park.
K nejzajímavěšjím bodům lesa patří Cushmanovo jezero, Quinaultský deštný prales a přehrada Wynoochee. V lese se nachází divočiny The Brothers, Buckhornská divočina, divočina plukovníka Boba, Mt. Skokomish a Wonder Mountain.